# Frank O’Mara
Frank O’Mara (* 17. Juli 1960 in Limerick) ist ein ehemaliger irischer Leichtathlet, der im Mittel- und Langstreckenlauf spezialisiert hat. Seine größten Erfolge feierte er mit den Hallenweltmeistertiteln über 3000 Meter in den Jahren 1987 und 1991. 

## Sportliche Laufbahn
Erste internationale Erfahrungen sammelte Frank O’Mara, der ein Studium an der University of Arkansas in den Vereinigten Staaten absolvierte, vermutlich im Jahr 1983, als er bei den erstmals ausgetragenen Weltmeisterschaften in Helsinki mit 3:47,10 min im Halbfinale im 1500-Meter-Lauf ausschied. Zudem wurde er im selben Jahr NCAA-Collegemeister über 1500 Meter. Im Jahr darauf nahm er an den Olympischen Sommerspielen in Los Angeles teil und schied dort mit 3:41,76 min in der ersten Runde aus. 1985 belegte er bei den Halleneuropameisterschaften in Piräus in 8:11,11 min den vierten Platz im 3000-Meter-Lauf und im Jahr darauf gelangte er bei den Europameisterschaften in Stuttgart mit 3:42,90 min auf Rang acht über 1500 Meter. 1987 siegte er in 8:03,32 min bei den erstmals ausgetragenen Hallenweltmeisterschaften in Indianapolis und im September wurde er bei den Weltmeisterschaften in Rom in 13:32,04 min Neunter im Finale im 5000-Meter-Lauf. Im Jahr darauf nahm er erneut an den Olympischen Sommerspielen in Seoul teil und kam dort mit 13:59,46 min nicht über den Vorlauf über 5000 Meter aus. 1989 belegte er bei den Hallenweltmeisterschaften in Budapest in 7:52,21 min den fünften Platz über 3000 Meter und im Jahr darauf verpasste er bei den Europameisterschaften in Split mit 13:59,44 min den Finaleinzug über 5000 Meter. Zudem lief er bei den Crosslauf-Weltmeisterschaften in Aix-les-Bains nach 36:02 min auf Rang 72 im Langrennen ein. 
1991 siegte er in 7:41,14 min erneut über 3000 Meter bei den Hallenweltmeisterschaften in Sevilla und im August schied er bei den Weltmeisterschaften in Tokio mit 14:03,19 min in der Vorrunde über 5000 Meter aus. Im Jahr darauf nahm er zum dritten Mal in Folge an den Olympischen Sommerspielen in Barcelona teil und schied dort mit 13:38,79 min im Vorlauf über 5000 Meter aus. 1993 gelangte er bei den Hallenweltmeisterschaften in Toronto mit 8:12,71 min auf Rang zehn über 3000 Meter und im Jahr darauf wurde er bei den Europameisterschaften in Helsinki in 13:58,75 min 13. über 5000 Meter. 1995 erreichte er bei den Hallenweltmeisterschaften in Barcelona das Finale über 3000 Meter, ging dort aber nicht mehr an den Start. Nach Abschluss der Saison beendete er seine aktive sportliche Karriere im Alter von 35 Jahren.

## Persönliche Bestzeiten
- 1500 Meter: 3:34,02 min, 30. August 1995 in Brüssel
- Meile: 3:51,06 min, 10. September 1986 in Rom
  - Meile (Halle): 3:52,30 min, 25. Januar 1986 in Fayetteville
- 3000 Meter: 7:40,41 min, 10. Juli 1989 in Nizza
  - 3000 Meter (Halle): 7:41,14 min, 10. März 1991 in Sevilla
- 2 Meilen: 8:17,78 min, 16. Juli 1988 in Gateshead (irische Bestleistung)
- 5000 Meter: 13:13,02 min, 4. Juli 1987 in Oslo
- 10.000 Meter: 27:58,01 min, 20. April 1991 in Walnut

## Manager
Nach seiner sportlichen Karriere war O’Mara  als Rechtsanwalt und Manager in der Telekommunikationsbranche tätig.  
Ende 2008 wurde bei ihm die Parkinsonsche Krankheit diagnostiziert.

## Autobiographie
- Frank O’Mara: Bend. Don’t Break. A Memoir of Endurance. The O’Brien Press, Dublin 2024